# Rechtswinkel

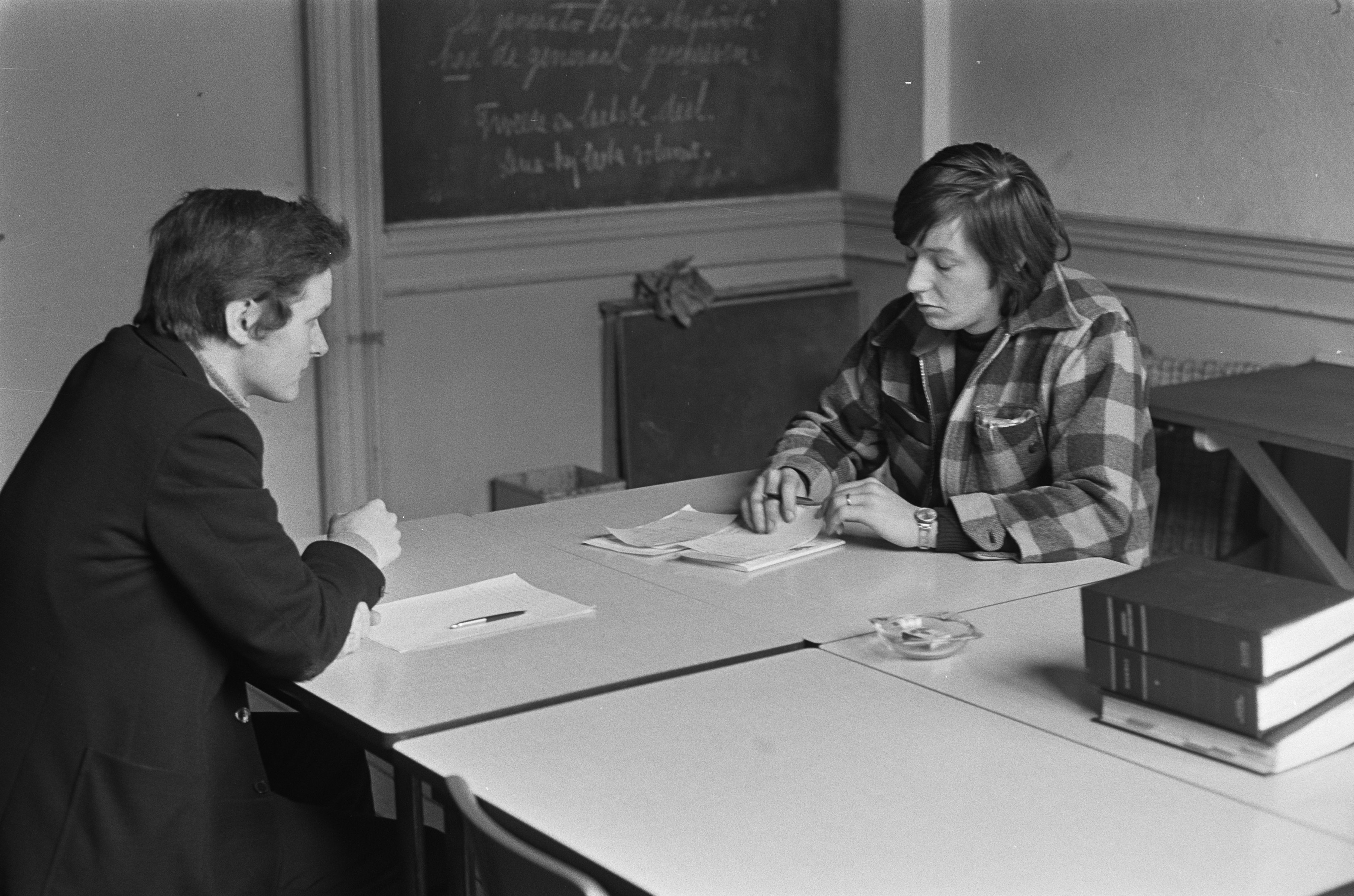
Rechtswinkel in de Rozenstraat Amsterdam, 1973

Een rechtswinkel is een (vrijwilligers)organisatie die gratis of tegen sterk gereduceerd tarief juridisch advies verstrekt aan personen. De vrijwilligers zijn meestal rechtenstudenten. Zij verlenen hun diensten om ervaring op te doen of uit ideologisch motief. In België is de naam 'wetswinkel' courant.

## Doelgroep
Degenen die een beroep doen op de diensten van een rechtswinkel zijn vaak particulieren met lagere inkomens. Zij kunnen zich geen advocaat veroorloven, en zijn vaak ook bang voor juridische problemen. Een rechtswinkel biedt hun een laagdrempelige mogelijkheid voor rechtshulp. 
Bij complexere problemen zal een rechtswinkel de zaak doorverwijzen naar bijvoorbeeld een advocaat of professionele rechtshulp. Bij de eenvoudiger zaken zullen ze zelf advies geven of optreden en een eventuele procedure voeren namens de klant.

## Geschiedenis
In 1969 werd in Tilburg tamelijk spontaan Nederlands eerste rechtswinkel opgericht, door rechtenstudenten van de Katholieke Hogeschool. Ze noemden zich de Juridische EHBO. Er was met name behoefte aan ondersteuning van mensen die ontslag boven het hoofd hing in de afbrokkelende textielindustrie. In hetzelfde jaar werd ook in Engeland een eerste rechtswinkel opgericht, geïnspireerd door Amerikaanse initiatieven op dit gebied vanaf 1964. 
De noodzaak tot adequate rechtshulp werd bevestigd door een rapport van de Commissie Boekman in 1972 die concludeerde dat het toenmalige systeem discriminerend was ten opzichte van de cliënt. Het rechtshulpinitiatief breidde zich snel uit; in 1974 waren er al 54 rechtswinkels in het land. Thans zijn er ongeveer 80 rechtswinkels.
In de jaren 80 waaide het initiatief vanuit Nederland over naar Vlaanderen waar onder de naam 'wetswinkel' gewerkt werd. In het eerste decennium van de 21e eeuw kreeg de wetswinkel een dekking door heel Vlaanderen. De naam wetswinkel komt soms ook in Nederland voor.

### Overheidspendant
Parallel aan deze ontwikkeling riep de Nederlandse overheid in 1970 een Bureau voor Rechtshulp in het leven. Deze werd in 2004 opgevolgd door Het Juridisch Loket, gefinancierd door de Raad voor Rechtsbijstand en het ministerie van Justitie en Veiligheid. Hierin is ook de Nederlandse vestiging van het netwerk van Europese Consumenten Centra (ECC) ondergebracht.